# ولادیمیر آیوازیان
ولادیمیر تیگرانی آیوازیان (ارمنی: Վլադիմիր Տիգրանի Այվազյան؛ زاده ۱۵ مهٔ ۱۹۱۵ - درگذشته ۱۵ ژانویهٔ ۱۹۹۹) نقاش اهل ارمنستان بود.

## زندگی‌نامه
وی در ۲۸ مه [سبک قدیمی: ۱۵ مه] ۱۹۱۵ در پور در به دنیا آمد و از کالج دولتی هنرهای زیبای پانوس ترلمزیان فارغ‌التحصیل گشت. وی همچنین برنده جوایزی همچون نشان برجسته افتخار، نقاش شایسته ارمنستان شوروی و چهره هنری شایسته ارمنستان شوروی شد. وی در ۱۵ ژانویهٔ ۱۹۹۹ در سن ۸۳ سالگی در ایروان درگذشت.

## یادداشت
1. ↑  լինոփորագրություն